# The Redwoods
The Redwoods é um filme-documentário em curta-metragem estadunidense de 1967 dirigido e escrito por Trevor Greenwood e Mark Jonathan Harris. Venceu o Oscar de melhor documentário de curta-metragem na edição de 1968.